# Vassogne
Vassogne är en kommun i departementet Aisne i regionen Hauts-de-France i norra Frankrike. Kommunen ligger  i kantonen Craonne som ligger i arrondissementet Laon. År 2022 hade Vassogne 92 invånare.

## Befolkningsutveckling
Antalet invånare i kommunen Vassogne
Referens: INSEE